# 소나타 형식
소나타 형식(Sonata form)이란 고전파 시대 초기부터 광범위하게 사용된 악곡의 형식을 말한다. Sonata form이 1st movement의 form을 말하기에 sonata form의 곡에서 1st movement에 자주 사용되는 Allegro의 이름을 사용해 Allegro sonata form이라고도 한다
소나타라는 명칭을 갖는 악곡은 16세기 중엽에 출현한 이래 오늘까지 여러 시대를 통하여 작곡되어 왔으나, 그 형식 내용은 천차만별하다. 예를 들면 바로크 시대에 애호되었던 '교회 소나타'나 '실내 소나타'와 고전파의 소나타 사이에는 형식상의 공통점은 하나도 없으며, 같은 건반악기를 위한 소나타일지라도, 스카를라티와 베토벤에서, 그 구조는 아주 다르다. 이와 같은 관계는 이 밖에도 많이 찾아볼 수 있으나, 그것은 소나타가 이탈리아어의 Sonare('울린다' 또는 '연주한다'는 뜻)라고 하는 추상적인 말에서 연유하며, 어떤 구체적인 양식이라든가 구조를 가리키는 것이 아니기 때문이다. 그러나 오늘날 악식상의 용어로 쓰이는 소나타 형식은 한 특정 구조를 가진 형식을 뜻한다. 즉 17세기 중엽부터 이른바 '전고전파'의 작곡가들에 의하여 준비되고 고전파, 그 중에서도 베토벤에 의하여 완성된 후 낭만파로 계승된 형식으로서, 이들 시대의 교향곡, 실내악, 소나타 등의 급속한 제1악장은 대부분이 Allegro sonata form으로 되어 있다. 소나타 형식으로 되어있는 곡은 대개 1st movement에는 allegro, 2nd movement에는 andante나 moderato, 3rd movement와 4th movement(있는 경우에)는 allegro로 구성되어 있다. (예외의 경우도 많다)

## 소나타 형식의 구성
전형적인 소나타 형식은
1. 제시부(Exposition)
2. 전개부(Development)
3. 재현부(Recapitulation)

의 3부로 되었고, 이는 1악장(1st movement)의 구성을 나타낸다. 대개의 경우 제시부 앞에 서주(序奏, introduction)과 재현부의 뒤에 종결부(終結部, coda)가 붙어 있다. Introduction은 대개 1분에서 3분 정도이며 exposition에 더 설명할 1st theme을 보여주거나 아니면 암시하는 식으로 되어 있다. 어떤 곡은 introduction만 10분 가까이 되며 하나의 독립된 부분이 되기도 한다. 이 coda(한 악곡이나 악장) 중 소규모인 것은 글자 그대로 결미이지만, 대규모인 것은 introduction과 같이 그것 만으로 독립된 부분을 형성하기도 한다. 각 부분은 대략 다음과 같은 구조로 되어 있다. T는 theme(주제)의 약자이다.

### 제시부(Exposition)
1. 제1주제(1st theme) T1의 제시. 전개에 견딜 수 있는 동기를 가지며, 그 악곡 전체를 집약적으로 표현하는 내용을 갖는다.
2. 제1주제의 철저. T1의 전부 또는 일부분의 반복, 변주, 또는 모티프 조작에 의한 소규모의 전개 등의 수단으로 듣는 사람에게 T1을 철저하게 기억시키는 부분이다. '확보(確保)'라고 하기도 한다.
3. 추이부(推移部). 보통 2개 부분으로 되며, 전반은 T1의 소재에 의해서 T1과 연결된다. 후반부는 다음에 올 제2주제 T2의 소재를 활용하여 그것을 예고하며, T1에서 T2로 이행하는 것을 자연스럽고도 원활하게 하는 부분이다.
4. 제2주제의 제시. T2의 조성은 T1이 장조인 경우는 그 완전5도 위의 장조(위딸림조), T1이 단조인 경우에는 그 병행장조 또는 완전5도 위의 장조를 취한다. 내용적으로는 많은 경우 T1과 대조적인 성격을 가지며, 보다 경과적이고 가벼운 경우가 많다. 이 두 주제의 대립성이야말로 소나타 형식의 큰 특징이므로, 대립하는 두 요소의 조적(調的)·내용적(內容的) 갈등에 따라 소나타는 극적인 표현내용을 획득하게 된다.
5. 제2주제의 철저. T2의 소재로 된 (2)와 같은 부분.
6. 추이부. 마침부로의 추이. 대개는 이미 나왔던 소재에 의한다.
7. 마침부. 이미 나온 재료(대개는 T1)에 의거하여 제시부의 마침과 한 단락을 형성하는 부분. 뒤에서 말하는 악장의 끝에 붙는 '종결부'와 구별하기 위하여 부분 마침이라 부르기도 한다.

### 전개부(Development)
제시부의 각 요소는 다시 제시된다. 제시부와의 큰 차이는 제2주제 이하가 으뜸조로 나타나는 것이고, 이로써 두 주제의 대립성은 해소되어 전개부로서의 투쟁을 거쳐, 안정된 속에서 융화한다. 한편, 베토벤은 재제시부를 제시부의 단순한 재현으로 그치지 않고, 어떤 변주를 하여 거기에 새로운 존재가치를 부여하려고 적극적으로 시도한 최초의 작곡가이다.

### 재현부(Recapitulation) - (코다;Coda)
악장 전체를 일괄하고 때로는 주된 요소를 회고하여 악장을 재확인하여 명확한 마침감을 주는 부분. 대규모의 코다는 악장마침으로, 제시부의 코다와는 구별된다. 여기서는 전개부와 마찬가지로 T1의 소재가 활용되며, 그 규모 여하에 따라 제2전개부에서 보였던 것을 나타내기도 한다. 베토벤의 교향곡 제3번 《영웅》은 제시부 152마디, 전개부 245마디, 재제시부 167마디, 종결부 127마디로 되어 있다. 이 숫자만으로도 전개부에서 얼마나 공을 들인 전개가 되었는가를 상상할 수 있으며, 또 종결부가 단순한 부속물로 그친 것이 아니라는 것(이 경우는 제2전개부를 이루고 있다)이 이해될 것이다. 한편, 제시부를 반복 연주하도록 지시된 악곡이 매우 많이 보이는데, 이것은 주요악상을 듣는 사람으로 하여금 철저하게 하고, 뒤의 전개에서 음악의 진행에 따르면서 이해하기 쉽게 하기 위한 배려에 불과하다. 따라서 가령, 베토벤의 《운명》교향곡과 같이 그 주요 주제가 이미 많은 청중에게 알려져 있고, 아울러 쉽게 파악되는 특징을 갖춘 악곡에 있어서 제시부를 반복한다는 것은 반드시 필요한 것은 아니다. 
소나타 형식은 낭만파 이후 많든 적든 자유로운 구조를 갖게 되어 대립하는 두 주제성이나 유기적 전개, 각 부분의 균세감(均勢感) 등은 점차 버려지게 되었다. 예를 들면 리스트는 1악장 소나타의 최초의 예인 《피아노의 나단조 소나타》에서 재래의 소나타의 전 악장을 하나의 악장에 압축하는 것을 시도하였다.

## 같이 보기
- 악곡의 형식
- 소나타
- 소나티네
- 론도 소나타 형식

## 참고 문헌
- 이 문서에는 다음커뮤니케이션(현 카카오)에서 GFDL 또는 CC-SA 라이선스로 배포한 글로벌 세계대백과사전의 내용을 기초로 작성된 글이 포함되어 있습니다.